# Бакстер, Вирджиния
Вирджиния Бакстер (англ. Virginia Baxter; 3 декабря 1932 года, Детройт, США — 18 декабря 2014) — фигуристка из США, бронзовый призёр чемпионата мира 1952 года, участница Олимпийских игр 1952 года.
По окончании любительской карьеры перешла в профессионалы и выступала в Ice Capades.

## Спортивные достижения
| Соревнования/Сезоны         | 1949 | 1950 | 1951 | 1952 |
| --------------------------- | ---- | ---- | ---- | ---- |
| Зимние Олимпийские игры     |      |      |      | 5    |
| Чемпионаты мира             | 7    | 7    |      | 3    |
| Чемпионаты Северной Америки | 3    |      |      |      |
| Чемпионаты США              | 3    | 3    | 3    |      |